# トニー・アトウッド
トニー・アトウッド（Tony Attwood, 1952年2月9日 - ）は、イギリス・バーミンガム出身の心理学者。
ハル大学で心理学の名誉学位を取得後、次いでサリー大学にて臨床心理学の修士を、そしてユニヴァーシティ・カレッジ・ロンドンにてユタ・フリス(en:Uta Frith)の元で、博士号を取得している。 現在、オーストラリア在住で、グリフィス大学准教授。
1998年に上梓した『Asperger's Syndrome: A Guide for Parents and Professionals』（和訳：ガイドブック アスペルガー症候群―親と専門家のために）は、20か国語に翻訳
され、アスペルガー症候群の患者やその周囲が直面する、診断、社交関係、感覚、運動やその他の典型的課題に関する情報を提供している。
現在、オーストラリア・クイーンズランド州に在住。

## 主な著作
- Asperger's Syndrome: A Guide for Parents and Professionals、1998年

（和訳）ガイドブック アスペルガー症候群―親と専門家のために（冨田真紀・内山登紀夫・鈴木正子訳、1999年、東京書籍）

## 参照
1. ↑  Tony Attwood's web site. Includes autobiographical information (requires Java).
2. ↑  "About Asperger's" by Stephen Fay, Ellsworth (Maine) American, 29 July 2004, retrieved 23 December 2005.
3. ↑  "Workshop for Partners of People with Asperger's Syndrome" Archived February 24, 2006, at the Wayback Machine. by Tony Attwood, 2 May 2000, retrieved 12 January 2006.
4. ↑  "Meet Tony Attwood" Archived 2012年5月9日, at the Wayback Machine., Autism Digest: 31 March 2007